# السيد زيادة
السيد زيادة (3 مارس 1913- 19 أغسطس 1978)، مخرج ومؤلف مصري، بدأ مبكراً في كتابة الشعر وهو في الخامسة عشرة من عمره وأصدر عدة دواوين منها (شباب العمر)، وعمل بالصحافة والكتابة ثم السينما.

## حياته العملية
كانت البداية مع هواية الشعر، وتأهل بذلك للعمل في الصحافة كمحرر في صحيفة الجهاد (صدرت لأول مرة في مارس 1915، وأشرف على إصدارها، قسم الشرق الأوسط في الخارجية الألمانية، وصدرت بشكل غير منتظم)، وصحيفة كوكب الشرق (صحيفة أسبوعية صدرت في أغسطس 1873 في الإسكندرية لصاحبها سليم حمدي)، وصحيفة اللطائف المصورة (مجلة أدبية فكاهية تاريخية أسسها اسكندر مكاريوس عام 1915)، ثم رأس تحرير مجلة العروسة عام 1935، ليكوَّن بعدها شركة لإنتاج الأفلام، وإتجه إلى كتابة القصة أيضًا، وعمل مساعدًا مع المخرج إبراهيم لاما، وكانت أول أعماله فيلم (قيس وليلى) عام 1939، والذي قام بتأليفه والتمثيل فيه، لتتوالى أعماله من بعدها والتي شارك بها سواء  بالتأليف والإخراج أو الإنتاج.

## حياته الخاصة
تزوج من الممثلة والمغنية درية أحمد (1923 – 2003) والدة الممثلة سهير رمزي.

## وفاته
وافته المنية عام 1978 عن عمر يناهز 65 سنة.

## أعماله الفنية
- البيوت أسرار (سيناريو وحوار) 1971
- غازية من سنباط (إخراج) 1967[11]
- باسم الحب (إخراج) 1966.[12]
- زوجة ليوم واحد (مشاركة في الإخراج مع كمال الشناوي) 1964.[13]
- اغفر لي خطيئتي (إخراج وسيناريو وحوار) 1962[14]
- الغجرية (إخراج وقصة وسيناريو وحوار) 1960[15]
- العاشقة (إخراج) 1960.[16]
- ليلى بنت الشاطئ (حوار) 1959
- أهل الهوى (تأليف وإخراج) 1955[17]
- دلوني يا ناس (إخراج وقصة وسيناريو وحوار وأغاني) 1954[18]
- اللقاء الأخير (إخراج وسيناريو وحوار) 1953[19]
- خضرة والسندباد القبلي (إخراج) 1952[20]
- المعلم بلبل (قصة وسيناريو وحوار) 1951[21]
- ثمرة الجريمة (إخراج) 1947.[22]

## وصلات خارجية
- السيد زيادة على موقع IMDb (الإنجليزية)
- السيد زيادة على موقع الدهليز
- السيد زيادة على موقع قاعدة بيانات الأفلام العربية